# Lichnov, Bruntál
Lichnov là một làng thuộc huyện Bruntál, vùng Moravskoslezský, Cộng hòa Séc.